# Calliodes pretiosissima
Calliodes pretiosissima är en fjärilsart som beskrevs av Holland 1892. Calliodes pretiosissima ingår i släktet Calliodes och familjen nattflyn. Inga underarter finns listade i Catalogue of Life.